# 奈良くるみ
奈良 くるみ（なら くるみ、1991年12月30日 - ）は、兵庫県川西市出身の日本の元女子プロテニス選手。WTAランキング自己最高位はシングルス32位、ダブルス109位。右利き、バックハンド・ストロークは両手打ち。大阪産業大学卒業。安藤証券所属。

## ジュニア時代
3歳でテニスを始め、江坂テニスセンターにて元プロテニス選手の水主勝、望月寛子らの指導の下、本格的にテニスを学ぶ。奈良はジュニア時代から天才テニス少女としてその名を馳せ、川西市立牧の台小学校在学中の2002年には当時10歳で全国小学生テニス選手権大会準優勝し、2003年の同大会で優勝。大阪産業大学附属中学校進学後の2004年には1年生ながら全国中学生テニス選手権大会女子シングルス部門で優勝。中学3年次の2006年には主催者推薦で全日本テニス選手権女子シングルスに初出場するも1回戦負けに終わっている。大阪産業大学附属高等学校進学後の2007年には1年生で全日本ジュニアテニス選手権18歳以下シングルスで優勝。
その他各年代の国内ジュニア大会で多くのタイトルを獲得。またITFジュニアサーキットでは同い年の土居美咲と組んだダブルスで結果を残し、2007年ウィンブルドン選手権女子ジュニアダブルスで日本人ペアとして1993年全米オープンの吉田友佳&望月寛子組以来2組目のジュニアグランドスラム女子ダブルス決勝進出を果たし準優勝。土居とのダブルスでは他にも2007年全米オープン、2008年ウィンブルドンでそれぞれベスト4の好成績を収めた他、シングルスでは2007年の世界スーパージュニアテニス選手権大会女子シングルスで日本女子として2002年大会の不田涼子以来5年ぶりの優勝を果たす。その一方、2年連続の主催者推薦で出場した全日本選手権女子シングルスでは2回戦で大会第5シード、前年度優勝者の高雄恵利加を 6-2, 6-2 のストレートで、3回戦で第11シードの米村知子を 6-2, 1-6, 6-3 のフルセットで下し、波形純理との準々決勝まで進出する快進撃をみせる。またこの年は土居とのペアでダブルス部門にも本戦勝ち上がりで初出場し2回戦まで進出している。2008年、クルム伊達公子とのダブルスでカンガルー杯優勝、浜名湖で一般大会初優勝する。

## プロ転向後
2009年、プロとなり、全日本選手権シングルス初優勝。
2010年、全仏オープン予選決勝でモニカ・ニクレスクとの 4-6, 7-6, 10-8 の4時間42分の激闘を制し、グランドスラム初出場を果たす。ウィンブルドン選手権でも予選を突破し、1回戦でマリアナ・ドゥケ・マリノを 6-4, 6-2 で破りグランドスラム本戦初勝利を挙げ2回戦に進出した。2回戦では第9シードの李娜に 2-6, 4-6 で敗れた。
2011年の4大大会は予選で全て敗退し、本戦に出場することは出来なかった。7月のアルゼンチンとのフェドカッププレーオフでは初めて代表として出場し、藤原里華とのダブルスで勝利した。
2012年は4大大会の予選を勝ち上がることは出来なかったが、東レ パン・パシフィック・オープン・テニストーナメントでは予選でポロナ・ヘルツォグとエレニ・ダニリドゥを破り本戦に出場した。1回戦ではウルシュラ・ラドワンスカに 2-6, 4-6 で敗れた。
2013年全米オープンでは予選を勝ち上がり2回戦で第19シードのソラナ・チルステアを 7-5, 6-1 で破り初めて4大大会の3回戦に進出した。3回戦では第9シードのエレナ・ヤンコビッチに 4-6, 6-7(7) で敗れた。この活躍によりランキングトップ100入りを果たすと、HPオープンでは準々決勝でポロナ・ヘルツォグを 7-6(7), 2-6, 6-1 で破り初めてツアー大会でベスト4に進出した。準決勝ではウージニー・ブシャールに 2-6, 2-6 で敗れた。
2014年は全豪オープン本戦に初出場し、2勝して3回戦まで進出した。その後、2月にブラジルのリオ・オープンにてツアー初優勝を飾り、世界ランクも48位となりトップ50入りを果たした。8月18日には自己最高の世界ランク32位を記録し、全米オープンの第31シードに選ばれた。
2015年のシーズン終了後に行われたインターナショナル・プレミア・テニス・リーグでは世界ランク1位のセリーナ・ウィリアムズを6-4で破る金星を挙げた。
2016年、BNPパリバ・オープンで予選を勝ち上がり、2回戦で元世界ランク1位で第10シードのビーナス・ウィリアムズを 6-4, 6-3 のストレートで破り、3回戦に進出した。
2017年全米オープンでは2回戦で第8シードのスベトラーナ・クズネツォワを 6–3, 3–6, 6–3 で破りトップ10選手に初めて勝利し3回戦に進出した。3回戦ではルーシー・サファロバに 3-6, 4-6 で敗れた。
2022年9月7日、マネジメント会社を通じて同月19日開幕の東レ・パンパシフィック・オープンを最後に現役を引退すると発表。東レ・パンパシフィック・オープンは18日のシングルスでは予選決勝でイザベラ・シニコワに6-0、5-7、0-6で敗退。21日のダブルス1回戦では土居美咲とのペアでソフィア・ケニン／リュドミラ・サムソノワ組に2-6 4-6で敗れ、これが現役ラストマッチとなった。

## WTAツアー決勝進出結果

### シングルス: 2回 (1勝1敗)
| 大会グレード                  |
| ----------------------------- |
| グランドスラム (0–0)          |
| WTAファイナルズ (0–0)         |
| プレミア・マンダトリー (0–0)  |
| プレミア5 (0-0)               |
| WTAエリート・トロフィー (0-0) |
| プレミア (0–0)                |
| インターナショナル (1–1)      |

| 結果   | No. | 決勝日        | 大会             | サーフェス | 対戦相手                   | スコア        |
| ------ | --- | ------------- | ---------------- | ---------- | -------------------------- | ------------- |
| 優勝   | 1.  | 2014年2月23日 | リオデジャネイロ | クレー     | クララ・ザコパロバ         | 6–1, 4–6, 6–1 |
| 準優勝 | 1.  | 2014年8月3日  | ワシントンD.C.   | ハード     | スベトラーナ・クズネツォワ | 3–6, 6–4, 4–6 |

### ダブルス: 2回 (0勝2敗)
| 結果   | No. | 決勝日        | 大会           | サーフェス | パートナー | 対戦相手                            | スコア   |
| ------ | --- | ------------- | -------------- | ---------- | ---------- | ----------------------------------- | -------- |
| 準優勝 | 1.  | 2014年8月2日  | ワシントンD.C. | ハード     | 桑田寛子   | 青山修子 ガブリエラ・ダブロウスキー | 1–6, 2–6 |
| 準優勝 | 2.  | 2015年9月19日 | 東京           | ハード     | 土居美咲   | 詹皓晴 詹詠然                       | 1–6, 2–6 |

## 4大大会シングルス成績
略語の説明
| W | F | SF | QF | #R | RR | Q# | LQ | A | Z# | PO | G | S | B | NMS | P | NH |

W=優勝, F=準優勝, SF=ベスト4, QF=ベスト8, #R=#回戦敗退, RR=ラウンドロビン敗退, Q#=予選#回戦敗退, LQ=予選敗退, A=大会不参加, Z#=デビスカップ/BJKカップ地域ゾーン, PO=デビスカップ/BJKカッププレーオフ, G=オリンピック金メダル, S=オリンピック銀メダル, B=オリンピック銅メダル, NMS=マスターズシリーズから降格, P=開催延期, NH=開催なし.
| 大会           | 2010 | 2011 | 2012 | 2013 | 2014 | 2015 | 2016 | 2017 | 2018 | 2019 | 2020 | 2021 | 2022 | 通算成績 |
| -------------- | ---- | ---- | ---- | ---- | ---- | ---- | ---- | ---- | ---- | ---- | ---- | ---- | ---- | -------- |
| 全豪オープン   | LQ   | LQ   | LQ   | LQ   | 3R   | 1R   | 2R   | 1R   | 1R   | LQ   | LQ   | LQ   | LQ   | 3–5      |
| 全仏オープン   | 1R   | LQ   | LQ   | LQ   | 2R   | 2R   | 2R   | 2R   | 1R   | 2R   | LQ   | LQ   | A    | 5–7      |
| ウィンブルドン | 2R   | LQ   | LQ   | LQ   | 2R   | 2R   | 2R   | 1R   | 1R   | LQ   | NH   | LQ   | A    | 4–6      |
| 全米オープン   | A    | LQ   | LQ   | 3R   | 2R   | 2R   | 2R   | 3R   | 1R   | LQ   | 1R   | LQ   | A    | 7–7      |